# Traitsching
Traitsching er en kommune i Regierungsbezirk Oberpfalz i den østlige del af den tyske delstat Bayern, med godt 4.000 indbyggere.
Traitsching ligger i Region Regensburg.
Der er følgende landsbyer og bebyggelser i kommunen: Atzenzell, Birnbrunn, Loifling, Obergoßzell, Sattelbogen, Sattelpeilnstein, Traitsching.